# Alejandro Cantero
Alejandro Cantero Sánchez (Madrid, 8 de junio de 2000), conocido deportivamente como Alejandro Cantero, es un futbolista español que juega como delantero en el Jagiellonia Białystok de la Ekstraklasa.

## Trayectoria
Cantero comenzó su carrera deportiva en el Atlético Levante, después de haber pasado por la cantera del Real Madrid.
El 30 de abril de 2021 debutó como profesional con el primer equipo del Levante, en la derrota por 2-0 frente al R. C. Celta en un partido de la Primera División de España. Ese fue el primero de los 97 que disputó antes de marcharse traspasado en julio de 2024 al C. D. Tenerife.
El 9 de julio de 2025, tras un año en el conjunto insular, fichó por el Jagiellonia Białystok.

## Clubes
| Club                   | País    | Año       |
| ---------------------- | ------- | --------- |
| Atlético Levante U. D. | España  | 2018-2021 |
| Levante U. D.          | España  | 2021-2024 |
| C. D. Tenerife         | España  | 2024-2025 |
| Jagiellonia Białystok  | Polonia | 2025-     |